# Mont-sur-Rolle
Mont-sur-Rolle ist eine politische Gemeinde im Distrikt Nyon des Kantons Waadt in der Schweiz.

## Geographie

Luftbild aus 300 m von Walter Mittelholzer (1930)

Mont-sur-Rolle liegt auf 473 m ü. M., oberhalb von Rolle, 12 km nordöstlich des Bezirkhauptortes Nyon (Luftlinie). Das Weinbauerndorf erstreckt sich am Südhang der Waadtländer Côte, in aussichtsreicher Lage rund 100 m über dem Seespiegel des Genfersees.
Die Fläche des 3,9 km² grossen Gemeindegebiets umfasst einen Abschnitt der Waadtländer Côte. Der Gemeindeboden reicht vom Uferrandstreifen am Genfersee nach Norden über den Hang der Côte bis auf die Hochfläche am Jurafuss. Hier wird mit 769 m ü. M. der höchste Punkt von Mont-sur-Rolle erreicht. Die westliche Begrenzung bildet der Bach Ruisseau de Famolens. Von der Gemeindefläche entfielen 1997 20 % auf Siedlungen, 14 % auf Wald und Gehölze, 65 % auf Landwirtschaft und etwas weniger als 1 % war unproduktives Land.
Zu Mont-sur-Rolle gehören die Weiler L’Abbaye (440 m ü. M.) am Hangfuss unterhalb des Dorfes, Les Nex (473 m ü. M.), Germagny (450 m ü. M.), Les Truits (474 m ü. M.) und Mont Dessus (602 m ü. M.), alle am Hang der Côte gelegen, Les Granges (713 m ü. M.) auf dem Plateau oberhalb des Steilhangs, sowie zahlreiche Weingüter und Einzelhöfe. Nachbargemeinden von Mont-sur-Rolle sind Rolle, Essertines-sur-Rolle, Pizy, Bougy-Villars und Perroy.

## Bevölkerung
Mit 2783 Einwohnern (Stand 31. Dezember 2023) gehört Mont-sur-Rolle zu den mittelgrossen Gemeinden des Kantons Waadt. Von den Bewohnern sind 83,0 % französischsprachig, 6,2 % deutschsprachig und 3,0 % englischsprachig (Stand 2000). Die Bevölkerungszahl von Mont-sur-Rolle belief sich 1900 auf 683 Einwohner. Nach 1970 (686 Einwohner) setzte eine rasante Bevölkerungszunahme mit einer Verdreifachung der Einwohnerzahl innerhalb von 30 Jahren ein. Neue Wohnquartiere entstanden entlang der Kantonsstrasse in der Nähe des Seeufers östlich von Rolle. Bekanntester Einwohner der Gemeinde ist Fernando Alonso (Formel-1-Fahrer), der seit Ende 2006 in Mont-sur-Rolle wohnt.

## Wirtschaft
Mont-sur-Rolle war bis ins 20. Jahrhundert ein vorwiegend durch die Landwirtschaft geprägtes Dorf. Noch heute spielt die Landwirtschaft als Erwerbszweig der Bevölkerung eine wichtige Rolle. Am gesamten Hang der Côte unterhalb einer Höhe von 550 bis 600 m ü. M. wird Weinbau betrieben. Auf dem Hochplateau herrschen Milchwirtschaft, Viehzucht und Ackerbau vor. Weitere Arbeitsplätze sind im Gewerbe und vor allem im Dienstleistungssektor vorhanden. Mont-sur-Rolle ist Sitz einer Weinhandlung. In den letzten Jahrzehnten hat sich das Dorf dank seiner attraktiven Lage zu einer Wohngemeinde entwickelt. Viele Erwerbstätige arbeiten auswärts und pendeln teilweise bis in die Städte Lausanne und Genf.

## Verkehr
Die Gemeinde ist verkehrstechnisch hervorragend erschlossen. Sie liegt etwas oberhalb der Hauptstrasse, die von Nyon entlang den Hängen der Côte nach Aubonne führt. Der Autobahnanschluss Rolle an der 1964 eröffneten A1 (Genf-Lausanne), die das Gemeindegebiet durchquert, ist rund 1 km vom Ort entfernt. Durch den Postautokurs, der von Rolle nach Gimel verkehrt, ist Mont-sur-Rolle an das Netz des öffentlichen Verkehrs angebunden.

## Geschichte
Mont-sur-Rolle wird im Jahr 996 als Mont-le-Grand erstmals erwähnt, später erschien auch der latinisierte Name burgum de Montibus. Das Dorf war Mittelpunkt der besonders im 11. und 12. Jahrhundert bedeutenden waadtländischen Herrschaft Mont-le-Grand, die sich vom Genfersee bis an den Jurafuss bei Mollens ausdehnte. Ab 1265 stand die Herrschaft unter der Oberhoheit der Savoyer. Um die Macht der Herren von Mont-le-Grand einzuschränken, gründeten die Savoyer am Seeufer das Städtchen Rolle. Die Burg befand sich auf einem Hügel nahe bei Mont-Dessus. Sie war bereits 1379 nur noch eine teilweise bewohnte Ruine und wurde 1476 von den Eidgenossen endgültig verwüstet. Die späteren Besitzer der Herrschaft Mont hatten ihren Wohnsitz im Château de Mont.
Mit der Eroberung der Waadt durch Bern im Jahr 1536 kam Mont-sur-Rolle unter die Verwaltung der Vogtei Morges. Nach dem Zusammenbruch des Ancien Régime gehörte das Dorf von 1798 bis 1803 während der Helvetik zum Kanton Léman, der anschliessend mit der Inkraftsetzung der Mediationsverfassung im Kanton Waadt aufging. 1798 wurde es dem Bezirk Rolle zugeteilt.

## Gemeindepartnerschaft
- Prarostino, Italien, seit 1976

## Sehenswürdigkeiten
Der heutige Bau der Pfarrkirche von Mont-sur-Rolle wurde 1845 errichtet. Das inmitten der Rebhänge stehende Château de Mont geht auf einen Bau aus dem späten 15. oder frühen 16. Jahrhundert zurück. Unter der Verwaltung der Zisterzienserabtei Bonmont stand früher das Weingut L’Abbaye. Aus dem 16. Jahrhundert stammt das Haus Monnard, es wurde im 18. Jahrhundert umgestaltet. Das Herrenhaus Autecour wurde im 18. Jahrhundert erbaut. An den Hängen der Côte gibt es weitere Herrensitze. Der alte Ortskern von Mont-sur-Rolle ist von charakteristischen Weinbauernhäusern aus dem 17. bis 19. Jahrhundert geprägt.